# Musashi (kickbokser)
Musashi (jap. 武蔵), właśc. Akio Mori (jap. 森昭生; ur. 17 października 1972 roku w Sakai) − japoński karateka i kick-boxer, dwukrotny wicemistrz K-1 World GP.

## Kariera sportowa
Zanim trafił do kick-boxingu trenował w Osace pod okiem Kazuyoshi Ishiiego karate Seidokaikan. Jeszcze wtedy przybrał imię Musashi na cześć średniowiecznego samuraja, twórcy sztuki walki dwoma mieczami, Musashiego Miyamoto. 
W 1995 roku, będąc jednym z najlepszych uczniów Ishiiego, został ściągnięty przez niego do K-1. Zadebiutował podczas gali K-1 Revenge 2, nokautując Amerykanina Patricka Smitha. Mimo to, w następnych latach nie odgrywał w K-1 większej roli, przegrywając z wieloma bardziej doświadczonymi i utytułowanymi rywalami.
Przełom w jego karierze nastąpił w 1999 roku, kiedy wygrał Grand Prix Japonii, zapewniając sobie udział w walce eliminacyjnej do Finału K-1 World GP w Tokio. Na jego drodze stanął wtedy najlepszy ówcześnie japoński kick-boxer Masaaki Satake. Musashi pokonał go w zaciętej 5-rundowej walce i zapewnił sobie po raz pierwszy w karierze udział w Finale WGP. Japończyk zakończył jednak swój udział w tym turnieju już w ćwierćfinale, przegrywając z Mirko Filipoviciem.
W następnych latach (2000-2003) trzykrotnie wygrywał Grand Prix Japonii, a raz był drugi. W 2000 i 2002 roku ponownie wystąpił w Finale K-1 WGP, ale jak poprzednio odpadał już w ćwierćfinałach.
Największy sukces osiągnął w 2003 i 2004 roku, gdy dwukrotnie zajął drugie miejsce w Finale K-1 WGP. Obie finałowe walki przegrał z Remym Bonjaskym. Ich pojedynek z 2004 roku toczył się przez 5 rund (pierwszy raz w historii finałów K-1), gdyż sędziowie zarządzili aż 2 rundy dodatkowe, mimo iż Bonjasky wyraźnie dominował nad Japończykiem w przekroju całej walki. Wzbudziło to wiele kontrowersji, część obserwatorów dopatrywała się nawet nieuczciwego faworyzowania Japończyka.
Następne lata były dla Musashiego mniej udane. W 2005 roku zdołał co prawda dojść do półfinału WGP (został w nim znokautowany przez Glaube Feitosę), ale w następnych edycjach nie zakwalifikował się nawet do ćwierćfinałów. Po serii trzech porażek, w sierpniu 2009 roku zapowiedział zakończenie kariery. Jego pożegnalną walką był pojedynek z innym weteranem K-1, Jerome'em Le Bannerem, podczas K-1 World Grand Prix 2009 Final 16. Musashi przegrał przez jednogłośną decyzję po wyrównanym boju.  

## Osiągnięcia
- 2004: Wicemistrz K-1 World GP
- 2003: Wicemistrz K-1 World GP
- 2003: K-1 WGP Japonii – 1. miejsce
- 2002: K-1 WGP Japonii – 1. miejsce
- 2001: K-1 WGP Japonii – 2. miejsce
- 2000: K-1 WGP Japonii – 1. miejsce
- 1999: K-1 WGP Japonii – 1. miejsce
- 1999: Mistrz Świata Muay Thai WAKO w wadze ciężkiej